# ملهم (فنان موسيقي)
مُلهم كريم هو فنان مغني سعودي، وكاتب أغانٍ، ورجل أعمال. يشتهر بمزجه بين موسيقى البوب والهيب هوب والآر أند بي باللغتين العربية والإنجليزية، وقد ساهم في بروز نوع موسيقى جديد أطلق عليه اسم "A-pop"، وهو مزيج من العناصر الثقافية العربية والإنجليزية بروح عالمية. وهو المؤسس والرئيس التنفيذي لمجموعة بيوند جروب، وهي شركة تطوير مشاريع تعمل في الصناعات الإبداعية، وتضم تحت مظلتها شركات مثل ساند سيركس و ميلت لندن وإنسومنيا ريكوردز.
في عام 2023، اختارته مجلة فوربس الشرق الأوسط ضمن قائمة "30 تحت سن 30"، تقديراً لتأثيره في مجالي الموسيقى والأعمال.

## النشأة والتعليم
وُلِد مُلهم في جدة، المملكة العربية السعودية، وقضى جزءاً من طفولته المبكرة في لندن (أونتاريو)، كندا، قبل أن يعود إلى جدة. التحق بمدرسة دار جنا العالمية، انتقل مُلهم فيما بعد إلى الولايات المتحدة لدراسة المحاسبة والاقتصاد في جامعة جورجتاون في واشنطن. خلال سنوات دراسته الجامعية، أطلق مشروع ميلتيز "Melties"، وهو مشروع لبيع شطائر الآيسكريم، كما حصل على جائزة رجل النهضة للعام " Renaissance Man of the Year award"، تقديراً لمشاركته في المجالات الأكاديمية والقيادية والإبداع..

## مسيرته الفنية
بدأت مسيرته الموسيقية الاحترافية بعد عودته إلى الخليج، بعد أن حققت أغنيته "خيالي" انتشاراً واسعاً على تيك توك عام 2020، مما ساهم في شهرته الإقليمية كفنان ناشئ. احتوى أول ألبوم مطول له على أغنية "أنا ضد العالم"، والتي استقرت في المرتبة الخامسة على مخطط موسيقى الهيب هوب على منصة أنغامي في 7 دول مختلفة في الشرق الأوسط وشمال إفريقيا.
كما قدم عروضاً في مدن رئيسية، منها جدة والرياض ودبي والقاهرة وبرلين. بالإضافة إلى عمله كفنانٍ منفرد، كتب مُلهم وأنتج الموسيقى لحملات إعلانية متنوعة.

## حياته العملية
أثناء دراسته في جامعة جورج تاون، تدرب مُلهم خلال أجازة الصيف كمحلل في بنك يو بي إس السويسري. بعد تخرجه، انضم إلى شركة باين آند كومباني، وهي شركة استشارات إدارية عالمية، حيث عمل على مشاريع الدمج والاستحواذ والأسهم الخاصة في جميع أنحاء الشرق الأوسط.
غادر مُلهم لاحقًا شركة باين ليؤسس مجموعة بيوند - المعروفة سابقاً بإسم مجموعة ميتيور ميديا جروب (MMG)، وهي شركة استثمارية مقرها السعودية، تركز على الإعلام والثقافة والمواهب. بيوند هي الشركة الأم لشركة ساند سيركس، إحدى وكالات المواهب في المملكة العربية السعودية، وشركة التسجيلات إنسومنيا ريكوردز. من خلال بيوند، قاد مبادرات ثقافية تجمع بين الترفيه وريادة الأعمال.

## أسلوبه
عُرف مُلهم كأول فنان أيه بوب (Arabic pop)، يمزج أسلوبه الموسيقي بين الراب العربي والخليجي مع موسيقى البوب الغربية، مما يولد نوعًا فرعيًا جديداً من الموسيقى التي سماها A-pop. ابتكر مُلهم مصطلح A-pop بعد إطلاق خيالي، والذي تم ذكره لأول مرة في مقال تم نشره في جريدة عرب نيوز في ديسمبر 2020. تجسد أغانٍ مثل "خيالي" و"أنا ضد العالم" هذا الصوت الهجين الذي يميز أسلوبه الموسيقي.

## الحملات التجارية
ساهم مُلهم في الحملات التجارية، بصفته فنانا ومنتجا تنفيذيا، بما في ذلك تعاونه مع الصافي في رمضان 2021.

## التقديرات والظهور الإعلامي
ظهر مُلهم في وسائل إعلامية مثل إم بي سي، والعربية، وروتانا خليجية، وإم بي سي إف إم، وميكس إف إم، كما نشرت أخباره على منصات مثل سين نويز، وعرب نيوز، وبرنامج "سبوت لايت" لخريجي جامعة جورج تاون. كما شارك في فعاليات في مجال الإبداع، مثل إكس بي ميوزيك فيوتشرز في الرياض. وفي مجال الأزياء، ظهر في مجلة جي كيو الشرق الأوسط من خلال تعاونه مع فالنتينو.

## العمل الخيري والمشاركة المجتمعية
مُلهم هو مؤسس "نوايا"، وهي منصة خاصة تربط بين رواد الأعمال والمبدعين والقادة حول قيم مشتركة تتمحور حول الغاية والعمق وتطوير الإنسان.

## الفلسفة الشخصية
يستشهد مُلهم كثيراً بمفكرين مثل نابليون هيل، وأفلاطون، وستيفن كوفي، وروبرت كيوساكي كمصادر إلهام. أعماله، الفنية والريادية، تتشكل من إيمانه بدمج الأصالة مع التأثير الهادف. ومن مقولاته التي يتفق معها: "كل ما يتصوره العقل ويؤمن به، يمكن تحقيقه".